# 克朗 (滨海夏朗德省)
克朗是法国滨海夏朗德省的一个市镇，位于该省南部偏东，属于容扎克区。该市镇总面积6.83平方公里，2009年时的人口为418人。

## 人口
克朗（Clam）人口变化图示